# Diphyus higebutonis
Diphyus higebutonis là một loài tò vò trong họ Ichneumonidae.